# Dumbrăveni, Vrancea
Dumbraveni là một xã thuộc hạt Vrancea, România. Dân số thời điểm năm 2002 là 4172 người.